# Luca Migliorini
Luca Migliorini (* 3. Juni 1961 in Florenz) ist ein italienischer Mathematiker, der sich mit Algebraischer Geometrie befasst.

## Leben
Migliorini studierte an der Universität Florenz Mathematik, mit dem Laurea-Abschluss 1985. 1990 wurde er promoviert. 1986/87 leistete er seinen Wehrdienst, und 1988/89 war er bei Yum-Tong Siu an der Harvard University. Von 1990 bis 1999 forschte er an der Universität Florenz, wurde 1999 Professor an der Universität Trient und 2001 an der Universität Bologna.
Er war unter anderem Gastprofessor an der Harvard University (1999), der Universität Nizza, dem Centro di Ricerca Matematica Ennio De Giorgi in Pisa in Pisa, der Ruhr-Universität Bochum, der State University of New York at Stony Brook, Gastwissenschaftler am IHES, dem Institut Henri Poincaré und dem Max-Planck-Institut für Mathematik in Bonn (1997) sowie 2005 am Institute for Advanced Study.
Migliorini befasst sich mit Hodge-Theorie und perversen Garben (Perverse Sheaves) mit Anwendung in Algebraischer Geometrie und Darstellungstheorie. Er gab 2003 mit Mark Andrea de Cataldo einen neuen geometrischen Beweis des Decomposition Theorem von Joseph Bernstein, Pierre Deligne, Alexander Beilinson und Ofer Gabber (1982), einem tiefliegenden Resultat der Topologie algebraischer Varietäten.

## Schriften
- mit Mark Andrea de Cataldo: The Decomposition theorem, perverse sheaves and the topology of algebraic maps. In: Bulletin of the American Mathematical Society. Band 46, Nr. 4, 2009, S. 535–633, (Online).
- mit Mark Andrea de Cataldo: What is a perverse sheaf? In: Bulletin of the American Mathematical Society. Band 57, Nr. 5, 2010, S. 632–634, (Online).